# MUSIC AWARDS JAPAN
MUSIC AWARDS JAPAN（ミュージック・アワード・ジャパン、略：MAJ）は、一般社団法人カルチャーアンドエンタテインメント産業振興会（CEIPA）が主催する音楽賞。

## 概要
「世界とつながり、音楽の未来を灯す。」をコンセプトとした国内最大規模の音楽賞。音楽主要5団体が設立した一般社団法人カルチャーアンドエンタテインメント産業振興会（CEIPA）が事業主体となる。
最優秀楽曲賞、最優秀アルバム賞、最優秀アジア楽曲賞などの主要6部門に加え、J-POP、ヒップホップ、アイドルといった60以上の部門・カテゴリーが設けられている。賞の実行委員会副委員長を務める日本音楽出版社協会の稲葉豊会長は「アメリカのグラミー賞のように、長きにわたり続けたい」と語っている。
Billboard JAPAN・オリコン等のデータを元に対象を自動選出（一部異なる部門もある）。その後、国内投票メンバーにより各部門5作品 / 5アーティストのノミネートを選出し、さらにその中から国内・海外投票メンバーの厳正な選考により受賞作品が決まる。投票メンバーは、アーティスト、クリエイター、レコード会社スタッフなど、音楽関係者5000名以上で構成される（一部の部門賞は一般からの投票、カラオケでの歌唱等で選ばれる）。
第1回の授賞式は2025年5月21日・22日にロームシアター京都で開催。第1回の対象となるのは、2024年1月末から2025年1月末までに日本の各種チャートで上位に入った楽曲やアーティストで、海外アーティストの作品も含まれる。授賞式の模様はYouTubeにて全世界配信（一部地域を除く）されるほか、Leminoでもアーカイブ配信を予定している。テレビ中継もされ、5月22日にはNHK総合とBSで生中継、25日はテレビ東京系列にてそれぞれ放映された。ラジオに関してはradikoの期間限定特別プログラム配信専門局で21日・22日両日共に完全ライブ配信およびアーカイブ配信を行うほか、事前特番としてノミネート作品や最新情報を紹介する『MUSIC AWARDS JAPAN 2025 RADIO：GET READY』を12日から18日に全国の民放ラジオ63局で順次放送する。

## 沿革
2024年10月、国内の⾳楽業界における主要5団体（⽇本レコード協会、⽇本⾳楽事業者協会、⽇本⾳楽制作者連盟、⽇本⾳楽出版社協会、コンサートプロモーターズ協会）が垣根を越え、⼀般社団法⼈カルチャーアンドエンタテインメント産業振興会（CEIPA）を設立し、国内最⼤規模の新たな国際⾳楽賞「MUSIC AWARDS JAPAN」を新設、および2025年5⽉に京都で授賞式を開催することが発表された。
2025年3月、第1回のエントリー作品（約3000作品）が発表。エントリー作品はSpotifyのプレイリストの形で公表され、また部門ごとのリストがdヒッツなどの配信サイトで提供される。その他、本賞のイメージキャラクターである「SYMBOL OF MUSIC AWARDS JAPAN 2025」としてYMOが起用されることが発表された。

## 部門
ポップスのみならず、演歌、クラシックなど60以上の部門が表彰される。

### 主要6部門
- 最優秀楽曲賞
- Top Global Hit from Japan
- 最優秀アジア楽曲賞
- 最優秀アルバム賞
- 最優秀アーティスト賞
- 最優秀ニュー・アーティスト賞

### 楽曲カテゴリー
- 音楽ジャンル別部門
  - 最優秀ジャパニーズソング賞
  - 最優秀国内ロック楽曲賞
  - 最優秀国内ヒップホップ/ラップ楽曲賞
  - 最優秀国内R&B/コンテンポラリー楽曲賞
  - 最優秀国内ダンスポップ楽曲賞
  - 最優秀国内オルタナティブ楽曲賞
  - 最優秀国内シンガーソングライター楽曲賞
  - 最優秀アイドルカルチャー楽曲賞
  - 最優秀アニメ楽曲賞
  - 最優秀演歌・歌謡曲楽曲賞
- スペシャル部門
  - 最優秀リバイバル楽曲賞
  - 最優秀クロスボーダー・コラボレーション楽曲賞
  - 最優秀インストゥルメンタル楽曲賞
  - 最優秀ボーカロイドカルチャー楽曲賞
  - 最優秀ミュージックビデオ賞
  - 最優秀ダンスパフォーマンス賞
  - 最優秀バイラル楽曲賞
- エリア別部門
  - Top Japanese Song in Asia
  - Top Japanese Song in Europe
  - Top Japanese Song in North America
  - Top Japanese Song in Latin America
- 一般投票部門
  - ベスト・オブ・リスナーズチョイス：国内楽曲 powered by Spotify

### 海外楽曲カテゴリー
- 海外特別賞
  - Korean Popular Music特別賞
  - Chinese Popular Music特別賞
  - Thai Popular Music特別賞
  - Indonesian Popular Music特別賞
  - Vietnamese Popular Music特別賞
  - Philippine Popular Music特別賞
- 海外楽曲部門
  - 最優秀海外ポップス楽曲賞
  - 最優秀海外ロック楽曲賞
  - 最優秀海外ヒップホップ/ラップ楽曲賞
  - 最優秀海外R&B/コンテンポラリー楽曲賞
  - 最優秀海外オルタナティブ楽会賞
  - 最優秀K-Pop楽曲賞
- 一般投票部門
  - ベスト・オブ・リスナーズチョイス：海外楽曲 powered by Spotify

### アルバムカテゴリー
- 音楽ジャンル別部門
  - 最優秀ジャズアルバム賞
  - 最優秀クラシックアルバム賞

### アーティストカテゴリー
- 音楽ジャンル別部門
  - 最優秀ジャパニーズソングアーティスト賞
  - 最優秀国内ロックアーティスト賞
  - 最優秀国内ヒップホップ/ラップアーティスト賞
  - 最優秀国内R&B/コンテンポラリーアーティスト賞
  - 最優秀国内ダンスポップアーティスト賞
  - 最優秀国内オルタナティブアーティスト賞
  - 最優秀国内シンガーソングライター賞
  - 最優秀アイドル賞
- スペシャル部門
  - MAJ Timeless Echo

### 共創カテゴリー
- カラオケ部門
  - カラオケ特別賞 カラオケ・オブ・ザ・イヤー：J-Pop powered by DAM & JOYSOUND
  - カラオケ特別賞 カラオケ・オブ・ザ・イヤー：演歌・歌謡曲 powered by DAM & JOYSOUND
- USENリクエスト特別賞 推し活リクエスト・アーティスト・オブ・ザ・イヤー powered by USEN
- クリエイター特別賞 Song of the Year for Creators presented by JASRAC

### ライブカテゴリー
- ライブ動員部門
  - ラージェスト・ライブ・オーディエンス賞

### ミュージックテックカテゴリー
- ミュージックテック部門
  - ミュージックテック功労賞

### アライアンスカテゴリー
- 他団体連携部門
  - ラジオ特別賞 Best Radio-Break Song
  - 最優秀DJ賞 in association with JDDA
  - 最優秀ダンス・エレクトロニック楽曲賞 in association with JDDA
  - グランプリエンジニア賞 in association with PMRAJ

## 主要部門歴代受賞作品
| 回    | 年     | 最優秀作品賞                        | 最優秀アーティスト賞 | 最優秀ニュー・アーティスト賞 | 最優秀アルバム賞             | Top Global Hit From Japan | 最優秀アジア楽曲賞          |
| ----- | ------ | ----------------------------------- | -------------------- | ---------------------------- | ---------------------------- | ------------------------- | --------------------------- |
| 第1回 | 2025年 | Creepy Nuts「Bling-Bang-Bang-Born」 | Mrs. GREEN APPLE     | tuki.                        | 藤井風『LOVE ALL SERVE ALL』 | YOASOBI 「アイドル」      | aespa「Supernova」（ 韓国） |